# Andranik Ozanian
Andranik Toros Ozanian, Zoravar Andranik (em armênio/arménio:  Անդրանիկ Թորոսի Օզանյան , Զորավար Անդրանիկ; 25 de fevereiro de 1865, Şebinkarahisar, Império Otomano – 31 de agosto de 1927, Chico, Richardson Springs, Califórnia, EUA) foi um general armênio, patriota e líder revolucionário. Nasceu na Turquia e morreu em Fresno, Estados Unidos.
Do final do século XIX ao início do século XX foi um dos principais líderes armênios dos esforços militares para a independência da Armênia e foi o líder armênio durante as Guerras Balcânicas e na Primeira Guerra Mundial.

## Vida
Ozanian se tornou ativo em uma luta armada contra o governo otomano e irregulares curdos no final da década de 1880. Andranik aderiu ao partido da Federação Revolucionária Armênia (Dashnaktustyun) e, junto com outros fedayi (milícias), procurou defender o campesinato armênio que vivia em sua pátria ancestral, uma área conhecida como Armênia Ocidental (ou Turca) — na época parte do Império Otomano. Suas atividades revolucionárias cessaram e ele deixou o Império Otomano após a revolta malsucedida em Sassúnia em 1904. Em 1907 deixou Dashnaktsutyun porque desaprovava sua cooperação com os Jovens Turcos, um partido que anos depois perpetrou o genocídio armênio. Entre 1912 e 1913, juntamente com Garegin Nzhdeh, Andranik liderou algumas centenas de voluntários armênios dentro do exército búlgaro contra os otomanos durante a Primeira Guerra Balcânica.
Desde os primeiros estágios da Primeira Guerra Mundial, Ozanian comandou o primeiro batalhão de voluntários armênios dentro do exército imperial russo contra o Império Otomano, capturando e depois governando grande parte da tradicional pátria armênia. Após a Revolução de 1917, o exército russo recuou e deixou os irregulares armênios em desvantagem numérica contra os turcos. Andranik liderou a defesa de Erzurum no início de 1918, mas foi forçado a recuar para o leste. Em maio de 1918, as forças turcas estavam perto de Yerevan — a futura capital armênia — e foram detidas na Batalha de Sardarabade. O Conselho Nacional Armênio dominado por Dashnak declarou a independência da Armênia e assinou o Tratado de Batumi com o Império Otomano, pelo qual a Armênia cedeu seus direitos à Armênia Ocidental. Ozanian nunca aceitou a existência da Primeira República da Armênia porque incluía apenas uma pequena parte da área que muitos armênios esperavam tornar independente. Andranik, independentemente da República da Armênia, lutou em Zanguezur contra os exércitos do Azerbaijão e da Turquia e ajudou a mantê-lo dentro da Armênia.
Ozanian deixou a Armênia em 1919 devido a desentendimentos com o governo armênio e passou seus últimos anos de vida na Europa e nos Estados Unidos buscando ajuda para os refugiados armênios. Ele se estabeleceu em Fresno, Califórnia, em 1922 e morreu cinco anos depois, em 1927. Ozanian é muito admirado como herói nacional pelos armênios; inúmeras estátuas dele foram erguidas em vários países. Ruas e praças receberam o nome de Ozanian, e canções, poemas e romances foram escritos sobre ele, tornando-o uma figura lendária na cultura armênia.

## Trabalhos publicados
- Մարտական հրահանգներ: Առաջարկներ, նկատողութիւններ եւ խորհուրդներ [Combat Commands: Suggestions, Remarks, Recommendations]. Geneva: ARF Publishing. 1906. OCLC 320038626[4]
- Հայկական առանձին հարուածող զօրամասը [The Armenian Special Striking Division]. Boston: Azg. 1921. OCLC 49525413[5]
- Զորավար Անդրանիկը կը խոսի [General Andranik Speaks]. Paris: Abaka weekly. 1921. OCLC 234085160
- Առաքելոց վանքին կռիւը (Հայ յեղափոխութենէն դրուագ մը) [The Battle of Arakelots (An Episode of Armenian Revolution)]. Boston: Baikar. 1924 Memoirs of Andranik written down by Levon K. Lyulejian.[6]